# Miconia licrophora
Miconia licrophora är en tvåhjärtbladig växtart som beskrevs av John Julius Wurdack. Miconia licrophora ingår i släktet Miconia och familjen Melastomataceae. Inga underarter finns listade i Catalogue of Life.